# Thilo Kleickmann
Thilo Kleickmann (* 25. März 1974 in Gießen) ist ein deutscher Erziehungswissenschaftler.

## Leben
Kleickmann absolvierte 1999 das erste Staatsexamen für das Lehramt an Grundschulen, Universität Münster, 2002 das zweite Staatsexamen für das Lehramt an Grundschulen, Studienseminar Bochum, und  2008 die Promotion in Münster. Von 2002 bis 2009  war er wissenschaftlicher Mitarbeiter im Seminar für Didaktik des Sachunterrichts an der Universität Münster (Kornelia Möller). Von 2009 bis 2010 war er wissenschaftlicher Mitarbeiter am Max-Planck-Institut für Bildungsforschung im Forschungsbereich Erziehungswissenschaft und Bildungssysteme (Jürgen Baumert). Von 2010 bis 2015 war er wissenschaftlicher Mitarbeiter am Leibniz-Institut für die Pädagogik der Naturwissenschaften und Mathematik (IPN) in der Abteilung für Erziehungswissenschaft/Pädagogisch-Psychologische Methodenlehre (Olaf Köller). Seit 2015 ist er Professor für Schulpädagogik am Institut für Pädagogik an der Christian-Albrechts-Universität zu Kiel. Seit 2020 ist er Mitglied der Ständigen Wissenschaftlichen Kommission der Kultusministerkonferenz. Er ist im Beirat der US-amerikanischen Fachzeitschrift Journal of Educational Psychology.
Seine Forschungsinteressen sind Unterrichtsqualität und Lernen (insbesondere im Bereich Naturwissenschaften und Mathematik) und Entwicklung, Förderung, Struktur und Wirkung professioneller Kompetenz von Lehrkräften.

## Schriften (Auswahl)
- Zusammenhänge fachspezifischer Vorstellungen von Grundschullehrkräften zum Lehren und Lernen mit Fortschritten von Schülerinnen und Schülern im konzeptuellen naturwissenschaftlichen Verständnis. Münster 2008.
- mit Kornelia Möller, Petra Hanke, Christina Beinbrech, Anna Katharina Hein und Ruth Schages (Hg.): Qualität von Grundschulunterricht. Entwickeln, erfassen und bewerten. Wiesbaden 2007, ISBN 3-531-15623-3.